# Государственный музей грузинской литературы имени Георгия Леонидзе
Государственный музей грузинской литературы имени Георгия Леонидзе (груз. საქართველოს გიორგი ლეონიძის სახელობის ქართული ლიტერატურის სახელმწიფო მუზეუმი) — учреждение культуры Грузии. Расположен в Тбилиси, улица Г. Чантурия, д. 8.

## История
Создан в 1930 году по инициативе Давида Арсенишвили как Мтацминдский музей писателей. Новый музей возглавил поэт Георгий Леонидзе (1899—1966). Через 5 лет музей переименовали в Грузинский музей писателей, а в 1938 — в Грузинский государственный литературный музей.
С 1967 года носит имя Георгия Леонидзе, директора музея в 1939—1951 годах. Во дворе музея установлен бюст Леонидзе.

## Экспозиция
В коллекции музея более 105 000 рукописей, около 3 000 живописных полотен и графических работ, 80 скульптур, 27 000 фотографий и 1800 негативов, более 28 000 уникальных книг, газет и журналов, 400 аудио-видео записей.